# Mit Danmark er ikke dit Danmark
Mit Danmark er ikke dit Danmark er en dansk dokumentarfilm fra 1981 instrueret af Peter Elsass efter eget manuskript. Filmen er produceret af Det Danske Filmstudie i samarbejde med Danmarks Radio og Statens Filmcentral. 
Filmens musik er komponeret af Niels Skousen.
Filmen, der omhandler danske udvandrere til Argentina, suppleres af filmen Eldorado, også fra 1981.

## Handling
I slutningen af forrige århundrede udvandrede et stort antal danskere til Argentina. De slog sig ned syd for Buenos Aires. Efterkommerne lever i dag i den største eksisterende udvandrerkoloni på omkring 50.000. I dag taler ca. 4.000 flydende dansk, selv om mange af dem aldrig har set Danmark. De har deres egen danske skole, fire danske kirker, dansk radio og avis.